# Apensen
Apensen é um município da Alemanha localizado no distrito de Stade, estado da Baixa Saxônia.
É membro e sede do Samtgemeinde de Apensen.